# Edith Sitwell
Edith Louisa Sitwell (7 septembre 1887 – 9 décembre 1964) est une poétesse et essayiste britannique, sœur aînée des poètes Osbert Sitwell et Sacheverell Sitwell. De 1916 à 1921, elle publie une anthologie annuelle de poésie contemporaine, intitulée Wheels. 
Célèbre pour avoir déclamé ses propres textes (Façade-An Entertainment, 1923) à l'aide d'un porte-voix au son d'une musique de William Walton, Edith Sitwell est également l'auteure de plusieurs biographies, parmi lesquelles Alexander Pope (1930), et surtout d'un best-seller, The English Eccentrics (1933). L'une de ses œuvres (Canticle III : Still Falls the Rain) est mise en musique en 1955 par Benjamin Britten.
Plusieurs artistes ont réalisé son portrait : les peintres John Singer Sargent, Pavel Tchelitchev, Wyndham Lewis et Roger Fry, mais aussi les photographes Cecil Beaton et Mark Gerson.

## Biographie

### Jeunesse et débuts
Edith Sitwell naît à Scarborough, Yorkshire. En 1912, à l'âge de 25 ans, elle emménage dans un modeste appartement au quatrième étage à Pembridge Mansions, Bayswater (Londres), logement qu'elle partage avec Helen Rootham (1875-1938), sa gouvernante depuis 1903. En 1932, les deux femmes s'installent à Paris, où elles vivent avec Evelyn Wiel, la sœur cadette de Helen Rootham. Helen Rootham  meurt d'un cancer de la colonne vertébrale en 1938. 
Pendant la Deuxième Guerre mondiale, elle se retire à Renishaw avec son frère Osbert Sitwell et son amant David Horner. Elle écrit éclairée par des lampes à huile quand en Angleterre l'ordre était donner d'éteindre les lumières. Elle tricote des vêtements pour leurs amis dans l'armée. Un des bénéficiaires est le jeune Alec Guinness, qui reçoit une paire de chaussettes pour matelot. 

### Carrière littéraire
Les poèmes qu'elle écrit pendant la guerre la font connaître du public. On trouve Street Songs (1942), The Song of the Cold (1945) et The Shadow of Cain (1947), qui reçoivent tous un bon accueil. Still the Rain Falls, consacré au Blitz sur Londres, reste peut-être le plus connu (publié en 1941, il a été mis en musique par Benjamin Britten en 1955, sous le titre de Canticle III: Still Falls the Rain). 
Elle rencontre en 1943 l'écrivain Denton Welch et l'aide à publier son premier roman Maiden voyage.  
En 1948, Edith Sitwell fait avec ses frères une tournée aux États-Unis, où elle récite ses poèmes et, surtout, fait une lecture de la scène de somnambulisme de Lady Macbeth. Ses récitals de poésie sont des événements; elle fait des enregistrements de ses poèmes, dont deux enregistrements de  Façade (poèmes) (en), le premier avec Constant Lambert en tant que co-narrateur, et le second avec sir Peter Pears. 
En 1954, Edith Sitwell reçoit le titre de Dame de l'ordre de l'Empire britannique. En 1955, elle se convertit au catholicisme. 

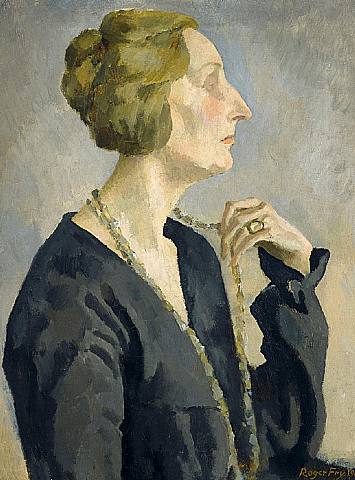
Edith Sitwell par Roger Fry

Elle publie deux livres sur la reine Élisabeth Ire d'Angleterre, Fanfare for Elizabeth (1946) et The Queens and the Hive (1962). Elle affirme que son écriture en prose était seulement faite pour gagner de l'argent. Ces deux livres lui rapportent beaucoup, de même que son célèbre English Eccentrics (1933) et Victoria of England (1936). 
En 1953, le magazine Life lui demande d'interviewer Marilyn Monroe ; les deux femmes s'apprécient, et lorsqu'en juillet 1956 Marilyn Monroe vient à Londres pour jouer dans le film de Laurence Olivier Le Prince et la Danseuse, elle tient à présenter à Sitwell son nouveau mari, l'écrivain Arthur Miller. 
Edith Sitwell donne sa dernière soirée de poésie en 1962. Elle succombe à une hémorragie cérébrale à l'hôpital Saint-Thomas en Londres le 9 décembre 1964, âgée de 77 ans.

## Vie privée
Edith Sitwell est la seule fille d'un aristocrate excentrique, sir George Sitwell, quatrième baronet de Renishaw Hall. Il est spécialiste de la généalogie, de l'héraldique et du paysagisme, mais aussi de sujets plus rares qui lui inspirent toutes sortes de monographies non publiées, aux titres tels que La Tonte de la laine au Moyen Âge ou Histoire de la Fourchette. Sa mère, née Ida Emily Augusta Denison, est fille du comte de Londesborough et petite-fille d'Henry Somerset, 7e duc de Beaufort. Elle affirmait descendre par les femmes des Plantagenets.
Ses deux frères cadets, Osbert (1892-1969) et Sacheverell Sitwell (1897-1988), sont tous les deux des auteurs appréciés, bien connus dans le monde littéraire par leur mérite propre.  
Les relations d'Edith Sitwell avec ses parents sont houleuses, en particulier parce que son père, prétextant une déformation de la colonne vertébrale, lui fait subir un « traitement » qui l'oblige à porter un corset de fer. Dans son autobiographie, elle écrit que ses parents ont toujours été pour elle des étrangers. Quand sa mère meurt, en 1937, Edith Sitwell n'assiste pas à ses funérailles en raison des reproches qu'elle porte à ses parents depuis son enfance. 
Elle ne se maria jamais. On dit pourtant qu'en 1927 elle tombe amoureuse du peintre homosexuel russe Pavel Tchelitchev,. Sa relation avec Tchelitchev dure jusqu'en 1928, et de même elle développe une passion pour le boxeur et artiste chilien Álvaro de Guevara.  

## Œuvres

### Ouvrages traduits en français
- La Reine Victoria, Gallimard, 1938
- Fanfare pour Elizabeth, Albin Michel, 1953
- Les Excentriques anglais, Le Promeneur/Quai Voltaire, 1988
- Femmes anglaises, Gallimard, 2006
- Chanson verte et autres poèmes, Confluences

### Ouvrages en langue anglaise
Poésie
- Clowns' Houses (1918)
- Rustic Elegies (1927)
- Gold Coast Customs (1929)
- The Song of the Cold (1948)
- Façade, and Other Poems 1920-1935 (1950)
- Gardeners and Astronomers (1953)
- Collected Poems (1957)
- The Outcasts (1962).

Essais
- Alexander Pope (1930)
- The English Eccentrics (1933)
- Victoria of England (1936)
- I Live under a Black Sun (1937)
- Fanfare for Elizabeth (1946) (biographie d’Élisabeth Ire)
- The Queens and the Hive (1962) (biographie d’Élisabeth Ire)